# Bandiera di Sint Maarten
La bandiera di Sint Maarten è la bandiera ufficiale della parte nederlandese dell'isola di Saint Martin.
La bandiera presenta lo stemma del territorio su un triangolo bianco posto sul lato del pennone, uno scudo azzurro bordato di rosso caricato con l'immagine del palazzo di giustizia di Philipsburg, una pianta ed una lanterna. Sopra lo scudo un sole nascente davanti al quale vola un pellicano e sotto il motto "Semper pro grediens" ("progredire sempre"). La metà superiore dell'area rimanente è rossa, mentre quella inferiore è blu.

## Bandiere simili
Il disegno ricorda molto la bandiera delle Filippine e quella della Repubblica Ceca.

La bandiera del Governatore di Sint Maarten
La bandiera dei Paesi Bassi